# Inna Stepanova
Inna Jakovlevna Stepanova (in russo Инна Яковлевна Степанова?; Ulan-Udė, 17 aprile 1990) è un'arciera russa, medaglia d'argento nella gara a squadre alle Olimpiadi di Rio de Janeiro 2016.

## Palmarès
- Giochi olimpici

Rio de Janeiro 2016: argento nella gara a squadre femminile.
- Campionati mondiali

Copenaghen 2015: oro nella gara a squadre femminile.
- Campionati europei

Rovereto 2010: oro nella gara a squadre e argento individuale.
- Universiadi

Gwangju 2015: bronzo nella gara a squadre femminile e in quella mista.